# کاستلونه
کاستلونه (به ایتالیایی: Castelleone) یک کومونه در ایتالیا است که در استان کریمونا واقع شده‌است. کاستلونه ۴۵٫۰۸ کیلومتر مربع مساحت و ۹٬۵۹۳ نفر جمعیت دارد و ۶۶ متر بالاتر از سطح دریا واقع شده‌است.